# Bartus Miklós
Bartus Miklós (Budapest, 1938. november 25. – 2018. augusztus 1.) magyar síelő, edző.

## Pályafutása
1957-ben a budapesti Toldy Ferenc Gimnáziumban érettségizett. 1959-ben szerszámkészítő szakmunkás vizsgát tett. 1970-ben a Testnevelési Főiskolán edzői diplomát szerzett. 1957 és 1982 között a Magyar Optikai Műveknél volt szerszámkészítő. 1982-től sportszerjavító kisiparosként tevékenykedett. 1952 és 1980 között a Bp. Honvéd síelője volt. 1958 és 1977 között indult a magyar bajnokságon. 1958 és 1969 között a válogatott keret tagja volt. 1973-ban az év síelőjének választották Magyarországon. 1974 és 1981 között a magyar női alpesi válogatott, 1980 és 1982 között a Bp. Honvéd edzője volt. 1980-tól a Testnevelési Egyetemen munkatárs, majd a síoktatóképzés vezetője volt. 2000-ben a Magyar Érdemrend lovagkeresztjét kapta a sísport és síturizmus népszerűsítésében és a hazai síoktatásban végzett kiemelkedő munkájáért.

## Sikerei, díjai
- Magyar bajnokság – egyéni
  - lesiklás
    - bajnok: 1969, 1972, 1973, 1974
    - 2.: 1961, 1964, 1966, 1968
    - 3.: 1965, 1967

  - műlesiklás
    - bajnok: 1958, 1961, 1962, 1966
    - 2.: 1959, 1967, 1969, 1972
    - 3.: 1968, 1970, 1973, 1974

  - óriás-műlesiklás

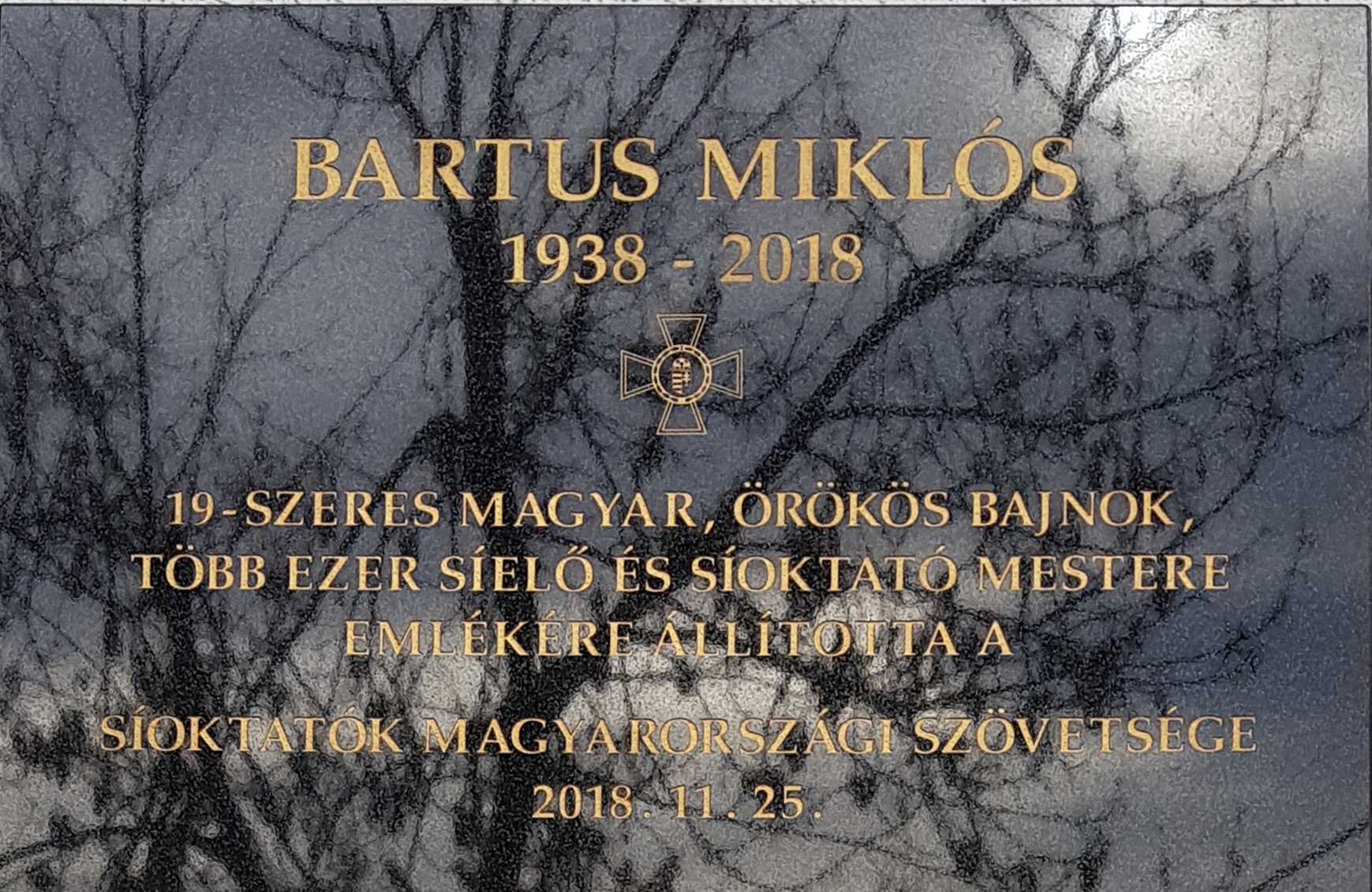
Emléktáblája a Normafa Síházon

    - bajnok: 1959, 1962, 1963, 1966, 1973
    - 2.: 1965

  - alpesi összetett
    - bajnok: 1959, 1966, 1968, 1969, 1973, 1974
    - 2.: 1961, 1964, 1967, 1976
- Magyar bajnokság – csapatbajnokság
  - lesiklás
    - bajnok: 1961, 1964, 1969, 1971, 1972, 1973

  - műlesiklás
    - bajnok: 1962, 1969, 1973

  - óriás-műlesiklás
    - bajnok: 1968, 1969, 1973, 1977

  - alpesi összetett
    - bajnok: 1966

## Kitüntetései
- Magyar Érdemrend lovagkeresztje (2000)